# Grote Prijs Beeckman-De Caluwé
De Grote Prijs Beeckman-De Caluwé was een jaarlijks terugkerende wielerwedstrijd in het Oost-Vlaamse Ninove.

## Geschiedenis
Deze wedstrijd werd in 1943 voor het eerst en daarna jaarlijks in juli verreden. In 1944 heette de wedstrijd Grote Prijs Beeckman-De Caluwé. In 1949 heette de wedstrijd Grote Prijs Beeckman-De Caluwé-Bayens naar Kamiel Beeckman, Edgard De Caluwé en Armand Bayens. De eerste edities werden georganiseerd door SC Beeckmans Vrienden.
De afstand bedraagt zo'n 170 kilometer in en om de stad. Op de erelijst staan namen als Pino Cerami (1954), Rik Van Looy (1965), Walter Godefroot (1966), Albert Van Vlierberghe (1974), Etienne De Wilde (1987), Peter Van Petegem (1998), Björn Leukemans (2002), Kenny Dehaes (2009 en 2010) en Arnaud Démare (2013).
In 2023 liet de organisatie weten geen wedstrijd meer te organiseren door een te kort aan financiële middelen door de voorbije twee corona-edities.
1943 · 1944 · 1945 · 1946 · 1947 · 1948 · 1949 · 1950 · 1951 · 1952 · 1953 · 1954 · 1955 · 1956 · 1957 · 1958 · 1959 · 1960 · 1961 · 1962 · 1963 · 1964 · 1965 · 1966 · 1967 · 1968 · 1969 · 1970 · 1971 · 1972 · 1973 · 1974 · 1975 · 1976 · 1977 · 1978 · 1979 · 1980 · 1981 · 1982 · 1983 · 1984 · 1985 · 1986 · 1987 · 1988 · 1989 · 1990 · 1991 · 1992 · 1993 · 1994 · 1995 · 1996 · 1997 · 1998 · 1999 · 2000 · 2001 · 2002 · 2003 · 2004 · 2005 · 2006 · 2007 · 2008 · 2009 · 2010 · 2011 · 2012 · 2013 · 2014 · 2015 · 2016 · 2017 · 2018 · 2019 · 2020 · 2021 · 2022